# Szczęki 4: Zemsta
Szczęki 4: Zemsta (ang. Jaws: The Revenge) – amerykański film z 1987 roku z gatunku thriller. Jest to czwarta i ostatnia część serii Szczęki. Reżyserem, scenarzystą i producentem jest Joseph Sargent.

## Obsada
- Lorraine Gary – Ellen Brody
- Lance Guest – Michael Brody
- Mitchell Anderson – Sean Brody
- Mario Van Peebles – Jake
- Michael Caine – Hoagie Newcombe
- Karen Young – Carla Brody
- Judith Barsi – Thea Brody
- Melvin Van Peebles – pan Witherspoon

## Fabuła
Żona szeryfa – Ellen Brody – postanawia wyruszyć na Karaiby w odwiedziny syna, synowej i wnuka. Wraz z nią pojawia się tam olbrzymi biały rekin.

## Zdjęcia
- Zdjęcia do filmu realizowane były na terenach amerykańskich stanów Massachusetts i Kalifornia oraz na Bahamach[2].

## Recenzje i odbiór
- Film ten został oficjalnie uznany za jeden z najgorszych filmów w historii kina. Zdobył aż siedem Złotych Malin.
- W serwisie Rotten Tomatoes film ten uzyskał 0% ocen pozytywnych[3].